# Palmtop

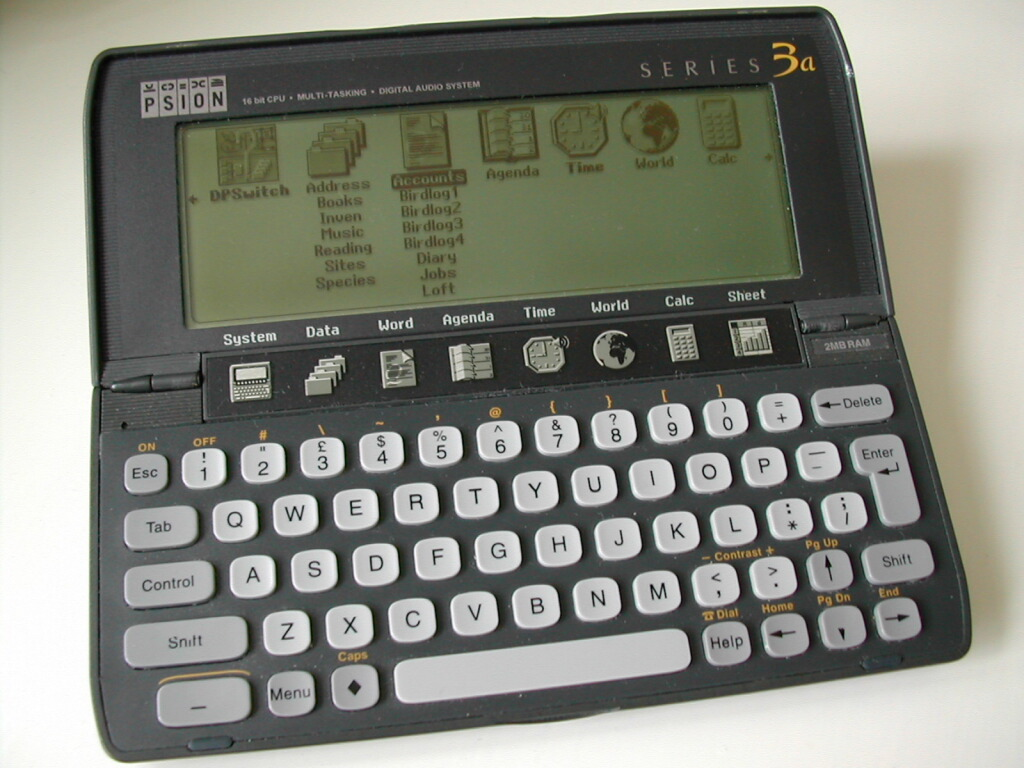
Psion, en populär palmtop eller handdator.

Palmtop (handflatedator), en analogi till laptop, är en typ av handdator.
Medan handdator är ett mer generellt begrepp för alla slags handhållna datorer brukar en palmtop vara utrustad med tangentbord och ha många likheter med större datorer. Ofta, men inte nödvändigtvis, är palmtopen kompatibel med större persondatorer.

## Vanliga palmtopar
- Atari Portfolio
- Pocket PC
- Psion
- Zaurus